# Антоні Самбрано
Антоні Хосе Самбрано де ла Крус (ісп. Anthony José Zambrano de la Cruz; нар. 17 січня 1998) — колумбійський легкоатлет, який спеціалузіється в бігу на короткі дистанції.

## Спортивні досягнення
Срібний олімпійський призер у бігу на 400 метрів (2021).
Учасник Ігор-2016 в естафетному бігу 4×400 метрів (зупинився на стадії попереднього забігу).
Срібний призер чемпіонату світу в бігу на 400 метрів (2019).
Фіналіст (4-е місце) чемпіонату світу в естафетному бігу 4×400 метрів (2019).
Дворазовий чемпіон Панамериканських ігор у бігу на 400 метрів та в естафетному бігу 4×400 метрів (2019).
Дворазовий чемпіон Південної Америки у бігу на 400 метрів та в естафетному бігу 4×400 метрів (2019).
Рекордсмен Південної Америки з бігу на 400 метрів (43,93; 2021).